# Ivan II Assèn de Bulgària
Ivan II Assèn de Bulgària (en búlgar Иван Асен II) fou un emperador del Segon Imperi Búlgar, que regnà entre el 1218 i el 24 de juny de 1241 i des de 1235 com a patriarca. Fou precedit en el tron per Boril de Bulgària, i fou succeït per Kaliman Assen I de Bulgària.
Encara era un nen quan el seu pare Ivan I Assèn de Bulgària, un dels fundadors del Segon Imperi Búlgar, va morir assassinat el 1196. Els seus partidaris van intentar assegurar-li el tron després que el seu oncle, Kaloian Assèn fos assassinat el 1207, però l'altre nebot de Kaloyan, Boril, els va vèncer. Ivan Asen va fugir de Bulgària i es va establir a la Rus de Kíev.
Boril mai va poder enfortir el seu govern i després de la mort d'Enric I de Flandes, l'emperador llatí de Constantinoble, el 1216, Andreu II d'Hongria, aliat de Boril, va deixar Hongria per liderar la Cinquena Croada, i Ivan Assèn ho va aprofitar per reunir un exèrcit i tornar a Bulgària, capturant i cegant Boril a Tàrnovo el 1218. Inicialment, va donar suport a la plena comunió de l'Església búlgara amb el Papat i va concloure aliances amb les potències catòliques veïnes, Hongria i l'Imperi Llatí de Constantinoble. Va intentar aconseguir la regència per a l'emperador llatí d'11 anys, Balduí II, després del 1228, però els aristòcrates llatins no van donar suport a Ivan Assèn. Després de la desastrosa derrota del despotat de l'Epir pel Segon Imperi Búlgar en la batalla de Klokòtnitsa de 1230, els territoris conquerits per Teodor I Làscaris als llatins es van sotmetre a Ivan II i els búlgars van entrar amb poca resistència a Albània i Dirràquion. Manuel, germà de Teodor, casat amb una filla d'Ivan Assèn, va agafar i conservar el poder a l'Epir, Etòlia, Acarnània i part de Tessàlia, perquè es va reconèixer vassall del tsar de Bulgària, i l'Imperi de Nicea va començar a conquerir de territoris a Grècia. L'emperador Joan III Ducas Vatatzes de Nicea va celebrar una aliança amb Bulgària, que el 1235 va donar lloc a una campanya conjunta contra l'Imperi Llatí que va assetjar Constantinoble infructuosament.

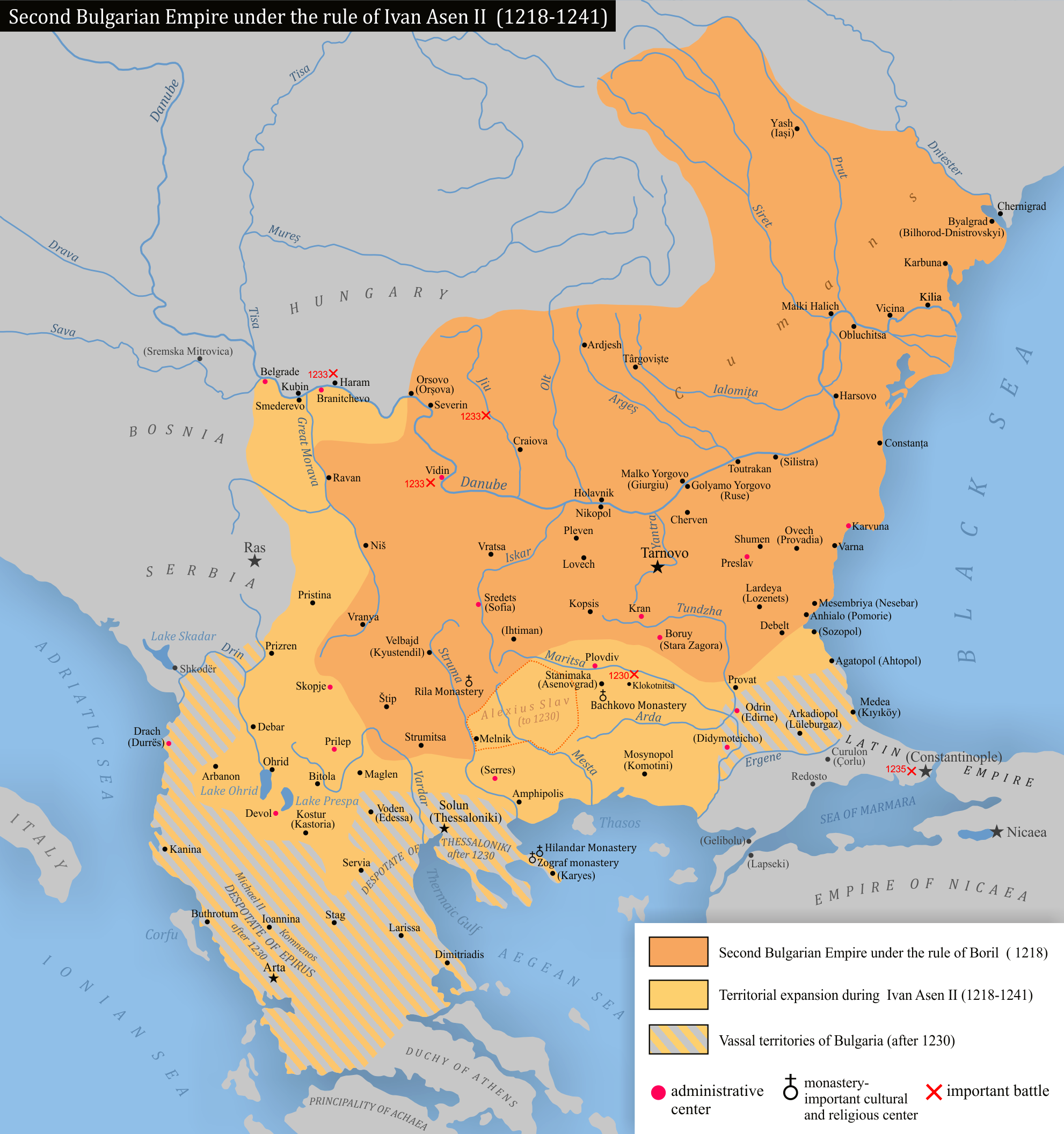
L'imperi Llatí en 1241

A principis de 1241, mentre l'Imperi Llatí assetjava la fortalesa nicena de Tzurúlon, a l'est de Tràcia, Joan III va atacar les fortaleses llatines al nord de Nicomèdia. Amb la seva flota acompanyant l'exèrcit, va capturar Dacibiza i el castell del Nicetiata, però la flota nicena es va trobar amb una flota de la República de Venècia que havia sortit de Constantinoble, i va patir una forta derrota en una batalla davant les muralles de la ciutat.
La data de la seva mort és desconeguda però Asen probablement va morir al maig o juny de 1241.